# Гектограф

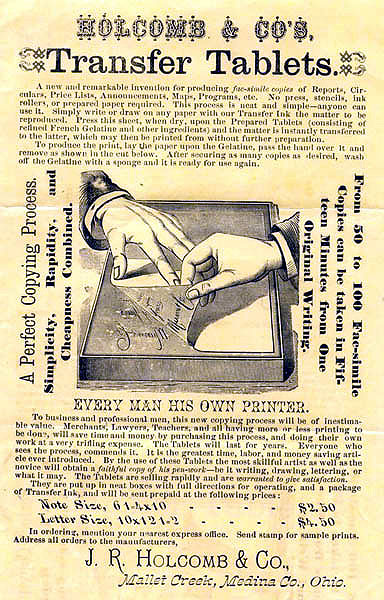
Реклама гектографа, 1876 год

Гектограф (от др.-греч. ἑκατόν «сто» + γράφω «писать») — тип копировального аппарата.
Гектография — получение копий при помощи гектографа.
Гектографическая печать применялась для дешёвого быстрого тиражирования материалов невысокого качества.

## Принцип печати
Существуют три способа гектографический печати: желатиновый (появился первым), азотный и спиртовой (перестал применяться последним).

### Желатиновая гектография
Для желатиновой печати обычно используются плоские гектографы, представляющие собой ящик, заполненный смесью, приготовленной из одной части желатина, четырёх частей глицерина и двух частей воды. Масса застывает в жестяных ящиках. Рукопись, написанную анилиновыми чернилами, плотно прикладывают к массе и через несколько минут на гектографе получается оттиск, который копируется на прикладываемых листах бумаги.
Гектограф даёт до 100 оттисков (отсюда и его название), но только первые 30—50 отчётливы. Мокрой губкой оттиск на массе смывается и гектограф вновь годен к употреблению. За время существования гектографы были значительно усовершенствованы и использовались в малой (оперативной) полиграфии для быстрого размножения печатной продукции с невысокими требованиями к качеству оттисков. Для укрепления желатиновой массы в неё добавляли столярный клей. Используя разные сорта бумаги, впитывающей чернила по-разному, тираж с одной рукописи удавалось доводить до 200 экземпляров. Вначале оттиски делали на глянцевой бумаге, мало впитывающей чернила, при ослаблении качества оттиска брали более впитывающую бумагу и т. д.

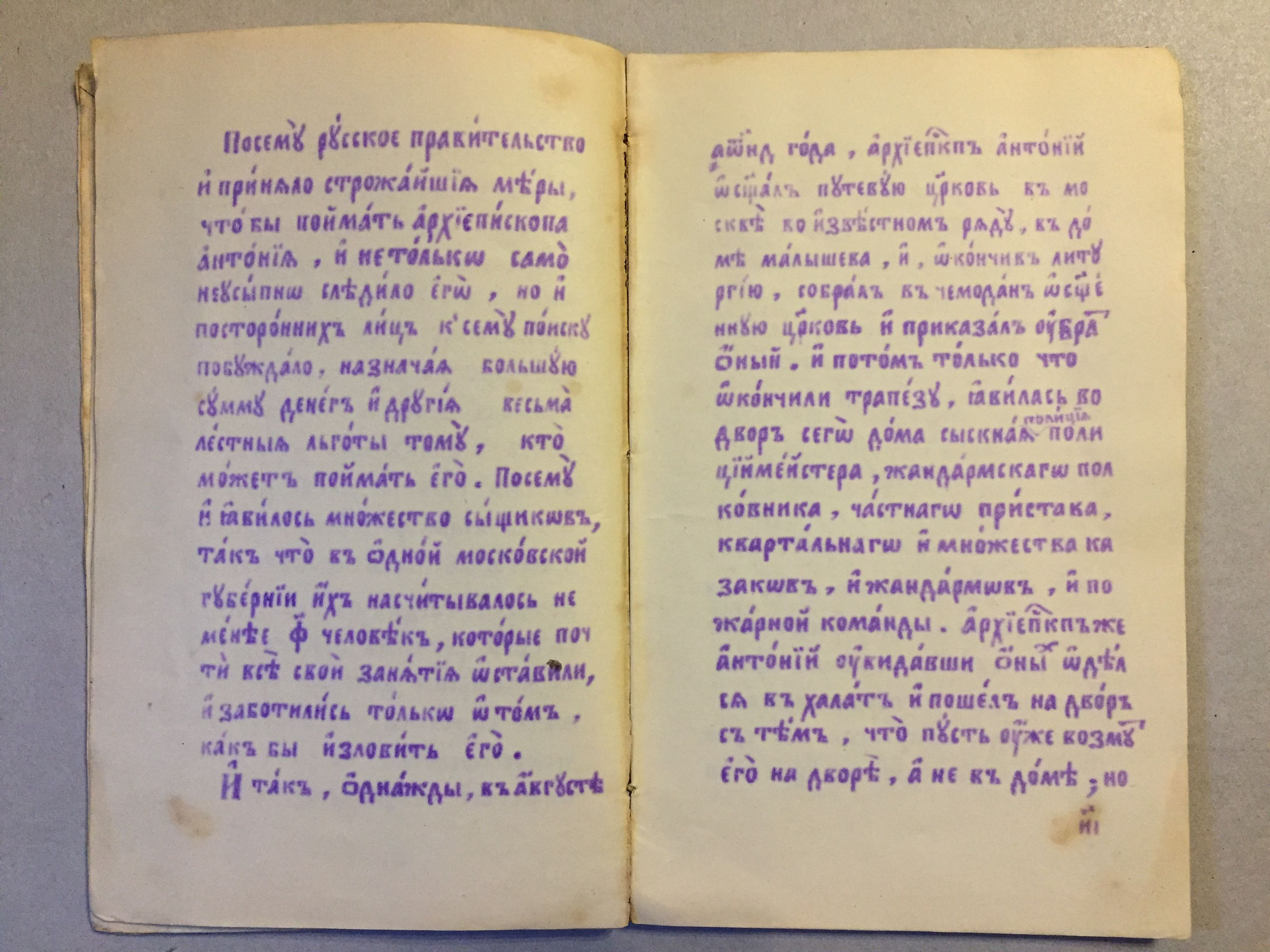
«Жизнь и подвиги Антония, старообрядческаго архиепископа Московскаго и Владимирскаго» (гектографическое издание сочинений Арсения (Шевцова), 1882—1883 гг.)

Изобретён в России М. И. Алисовым в 1869 году, был вытеснен более совершенными конструкциями, например, шапирографом. Гектограф часто использовался российскими революционными организациями рубежа XIX—XX веков для тиражирования нелегальной литературы и листовок. Например, в повести «Мальчик из Уржума» Сергей Миронович Костриков (позже Киров) использовал гектограф для печати революционных прокламаций.
Широкое распространение гектограф получил в 1960-е годы двадцатого столетия у евангельских христиан-баптистов, нелегально распространявших свою печатную продукцию до появления у них так называемой «чёрной печати» (нелегального издательства «Христианин») в 1967 году.
Гектографским методом распространяли журналы «Вестник спасения» размером A4, информационные листки под названием «Братский листок» размером A4, а также «Бюллетени Совета родственников узников» с информацией о преследовании верующих ЕХБ. Было издано даже несколько книг, из которых наиболее значительной является трёхтомный автобиографический роман Николая Петровича Храпова «Счастье потерянной жизни», в котором он описывает истоки баптизма в России и тесно с этим связанную жизнь его родителей и свою собственную жизнь до середины пятидесятых годов прошлого столетия.
Гектографские тексты размножались в разных регионах СССР копированием с первого рукописного оригинала. Вся эта деятельность требовала глубокой конспирации и большой сети сотрудников и читателей.

### Спиртовая гектография
Печатная форма изготавливается на мелованной бумаге путём переноса на неё при помощи специальной копировальной бумаги зеркального изображения документа. Печать выполняется на гектографах путём увлажнения бумаги спиртом и контактного переноса тонкого слоя краски с печатной формы на эту бумагу. С одной печатной формы можно получить 100—200 оттисков. Гектографическая печать применялась при небольшом тиражировании 25—250 экземпляров.
Достоинства этой печати: возможность многоцветной печати, низкая стоимость расходных материалов. Недостатки: низкое качество копий и их выцветание со временем.
В СССР гектографы производились на Минкушском заводе «Оргтехника».